# منتخب أوغندا لكأس ديفيز
منتخب أوغندا لكأس ديفيز (بالإنجليزية: Uganda Davis Cup team)‏ هو ممثل أوغندا الرسمي في كرة المضرب في كأس ديفيز.